# Mine Games
Pour plus de détails, voir Fiche technique et Distribution.
Mine Games est un thriller américain réalisé par Richard Gray (en), sorti aux États-Unis en 2012. En France, aucune sortie prévue pour le moment.

## Synopsis
Un groupe de jeunes amis font une découverte incompréhensible dans une mine abandonnée, mais plus ils essaient de changer l'avenir, plus ils scellent leur destin.

## Fiche technique
- Titre : Mine Games
- Réalisation : Richard Gray
- Scénario : Robert Cross, Michele Gray, Richard Gray et Ross McQueen
- Musique : Mark D'Angelo, Craig Jansson et Alies Sluiter
- Photographie : Greg De Marigny
- Montage : Christopher Kroll et Heath Ryan
- Production : Mike Gillespie, Richard Gray et Christopher Lemole
- Société de production : Vitamin A Films, Backlot Post Melbourne et Yellow Brick Films
- Pays :  États-Unis
- Genre : Horreur, thriller et science-fiction
- Durée : 92 minutes
- Dates de sortie : 
  -  Australie : 16 août 2012 (Festival international du film de Melbourne)
  -  États-Unis : 16 septembre 2014 (DVD)

## Distribution
- Briana Evigan : Lyla
- Julianna Guill : Claire
- Joseph Cross : Michael
- Rafi Gavron : Lex
- Alex Meraz : TJ
- Ethan Peck : Guy
- Rebecca Da Costa (en) : Rose